# Збірка оповідань

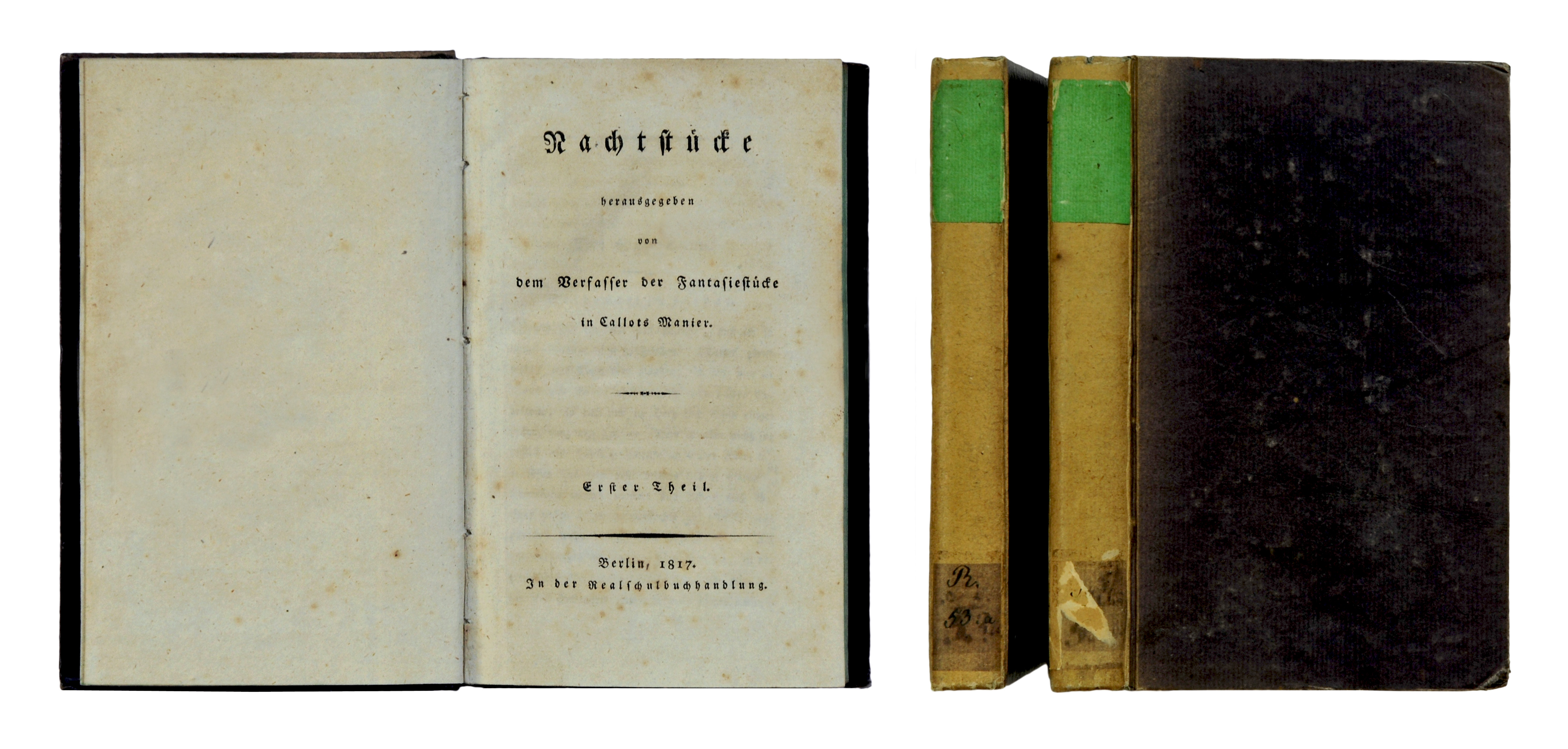
«Нічні оповідання» Е. Т. А. Гофмана (1817)

Збірка оповідань — окреме видання групи оповідань (новел), як правило, належать перу одного і того ж автора. Збірка може бути складена з творів, які публікуються вперше, або з розповідей, що вже раніше з'являлися в періодичній пресі.
У разі, якщо у книзі зібрані розповіді різних авторів, то це зветься альманах або антологія раніше опублікованих оповідань.